# 糠

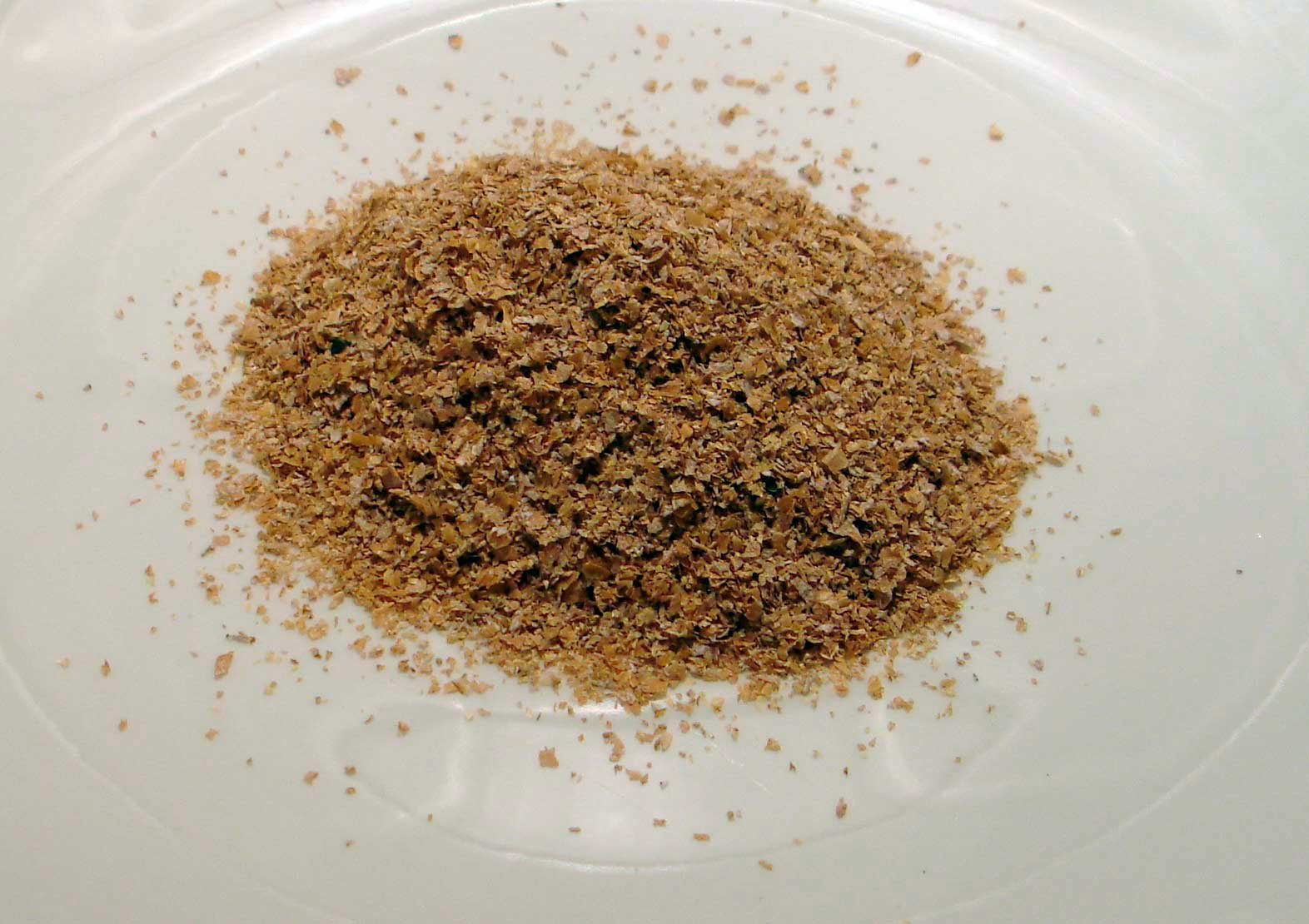
小麦の糠。

糠（ぬか）とは、穀物を精白した際に出る果皮、種皮、胚芽などの部分のことである。ブラン（英: Bran）とも呼ばれる。

## 概要

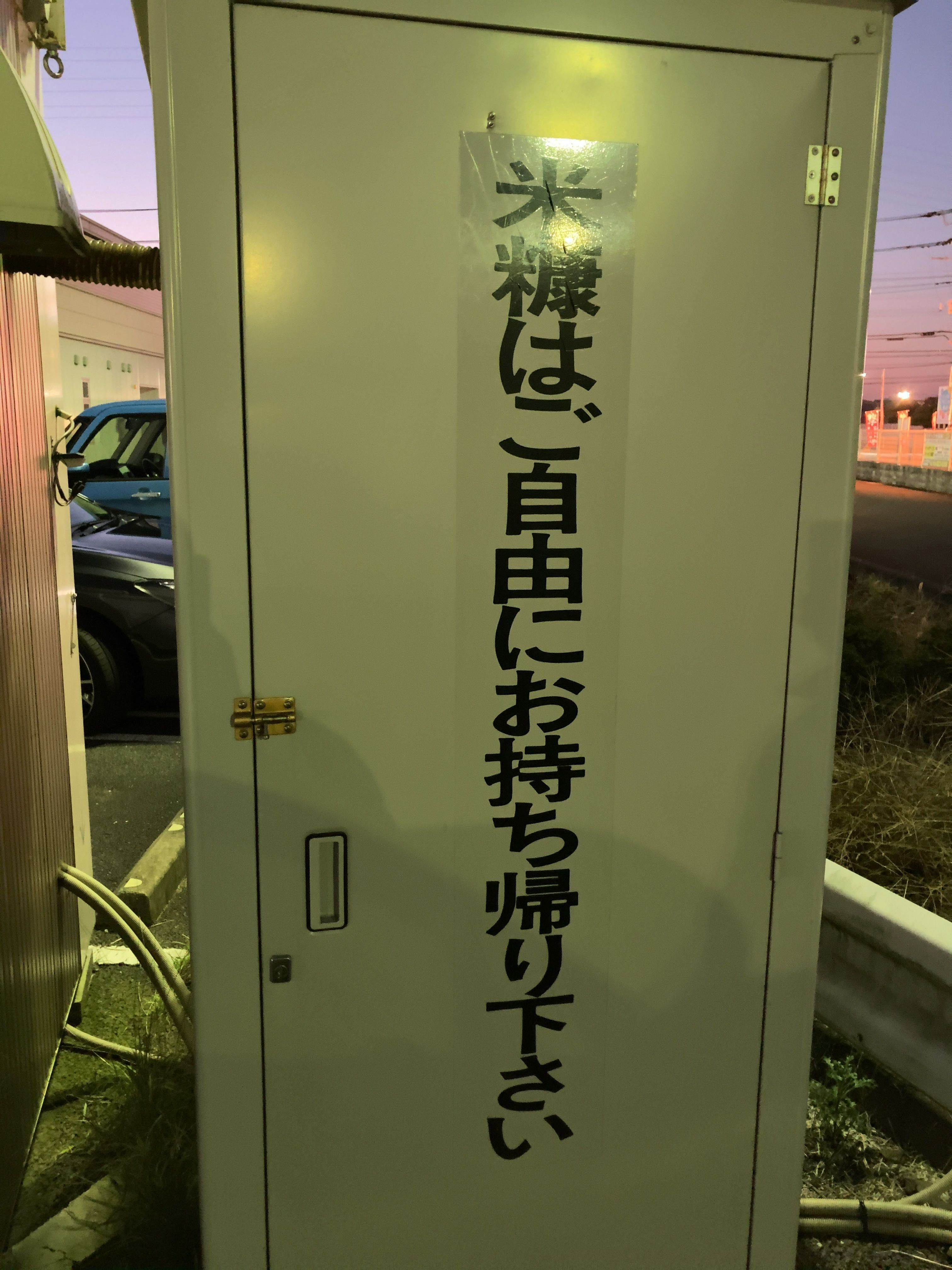
コイン精米機の米ぬかボックス

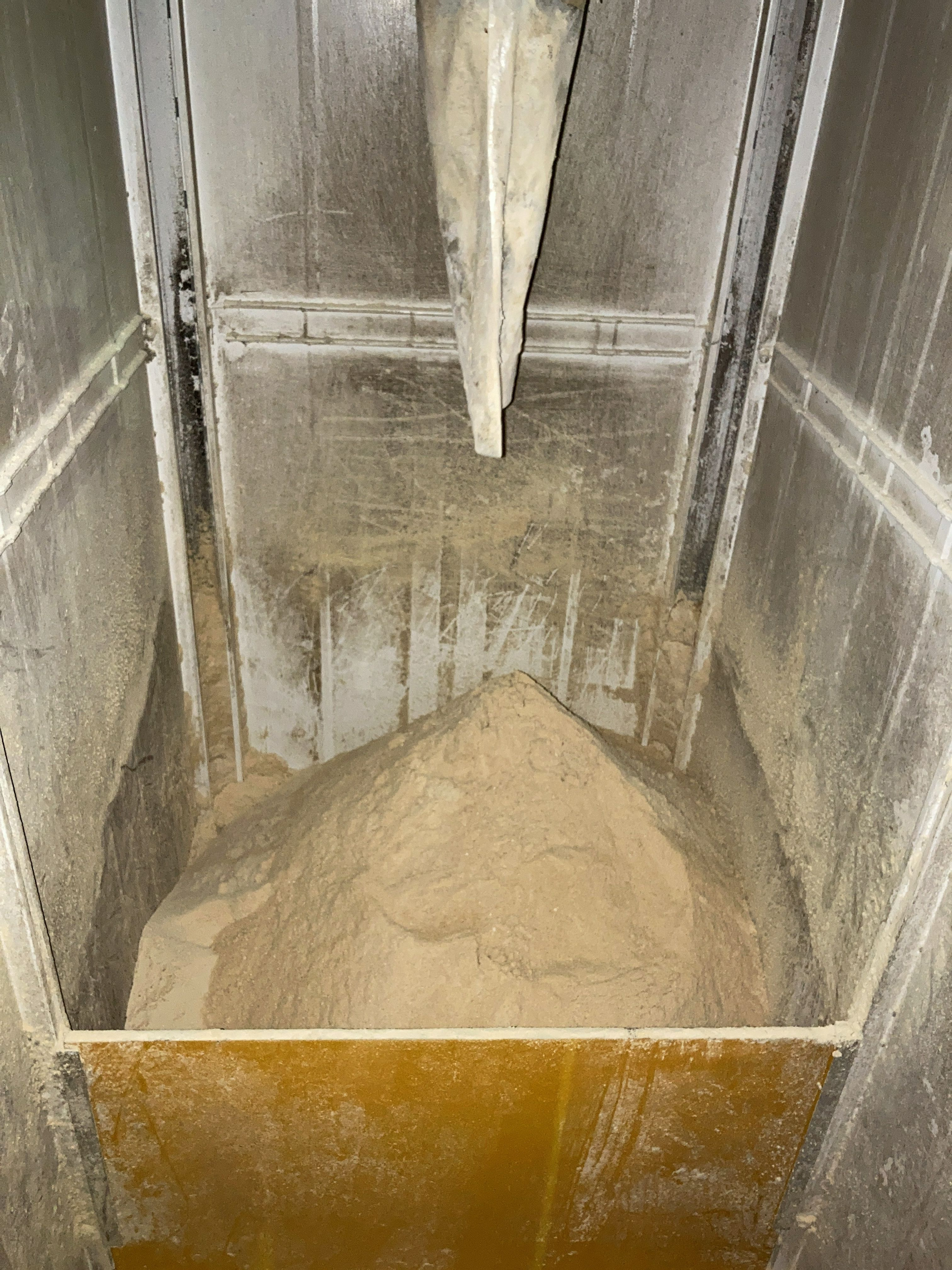
米ぬか

イネ科植物の果実は穎果と呼ばれる形態で、表面を一体化した果皮と種皮で硬く覆われている。これを除去する過程が精白で、この際に得られる穎果の表層部分が糠である。日本では、歴史的に米から出るものが身近であったため、単に糠と言えば「米糠」を指す場合が多い。米の栄養素の95%は米糠中に存在する。
他に、大麦の糠は「麦糠」、小麦の糠は「ふすま」（麬）、燕麦の糠は「オートブラン」（英: Oat bran）と言う。多くの穀物では穎果の外層が胚乳よりも脆いため、精白に際して杵や棒で搗くなどし、表面に衝撃を与える（搗精）ことで糠だけが砕けて胚乳から剥がれる。これをふるいわけて分離する。小麦の場合には胚乳のほうが穎果の外層よりも脆いため、穎果全体を丸ごと砕いて製粉するときに細かく砕けず、粗大片として残るふすまをふるいわけて分離する。
同じイネ科のトウモロコシは、大きな胚乳の回りの果皮が厚く、収穫から日数が経過したものは乾燥・硬化して除去がさらに困難となるため、そのまま挽いて糠ごと粉にして食用とする（コーンフレークなど）。グルテンを含まず粘性がないので、中南米ではニシュタマリゼーションと呼ばれるアルカリ処理を行ってパン生地のような粘性とナイアシン吸収性を持たせ、これを挽いて糠ごと粉にしたマサを作って食用（トルティーヤなどが知られる）とする。
糠は穀物の精白過程で大量に排出されるのに対して用途は限られるために価値は低く、基本的には廃棄物扱いである。処分するのにもコストがかかるため、日本のコイン精米機では精米時に発生する米糠を希望者に無料で提供している。

## 利用

### 食品
精白しない玄米や全粒粉として穀物ごと摂取したり、搾油して米ぬか油として、ぬか漬けの「ぬか床（ぬかみそ）」として利用されている。
日本では伝統的に『米のとぎ汁』を様々な料理の下ごしらえに利用してきた。
タケノコの下茹で（あく抜き）、身欠きニシンの戻しなど。
なお、三大酵素のひとつとされる脂質を加水分解するリパーゼを含むとされることがあるが、正確には米ぬか油に繁殖した油分を資化するバクテリアを利用している。
福岡県北九州市の小倉・門司地区や行橋市など旧小倉藩に属する地域では、鰯や鯖などの青魚をぬか床（糠味噌）その他の調味料で煮るぬか炊き（北九州では「じんだ煮」と称する。「じんだ」はぬかみその意の古語が方言化したもの）がポピュラーな郷土料理となっている。
現代では「ぬかみそ」と言えばぬか床のことであるが、古来は大豆や麹などと合わせて醸造された「ぬかみそ」が現代の味噌のように直接食用とされていた。「ぬか炊き」はその名残である。食物繊維、ビタミン、ミネラルなどの栄養素が含まれている点が見直され、特に小麦ふすまを「ブラン」と呼んで健康食品等に利用する例も増えてきている。
ビタミンB群を多く含むため、脚気を予防できる。
日本では明治期に軍隊で流行し多数の死者を出したが、当時の衛生学は細菌感染症説を重視していたため、栄養学面から軍の糧食、『白米』を食べられることが重視されていたことに原因があると認識されるのは、明治後期から大正時代になってからだった。

### 洗剤
日本では合成洗剤が普及するまで、米糠は洗剤としても広く用いられていた。米糠に含まれるγグロブリンというタンパク質が界面活性剤の役割を果たしているとされている。布袋に包み、柱や床を磨き上げるなどの掃除にも利用された。

### 飼料・培養基
脱脂した米糠は家畜や家禽の飼料に配合されることがあるほか、鋸屑と米糠を混ぜたものはキノコ栽培の培養基として活用されている。

### 工業製品
脱脂した米糠を原料とするRB（英: Rice Bran: 米糠）セラミックなども開発されている。軽量ながら高い強度と硬度を持ち、優れた耐摩耗性、低摩擦特性があるため、無潤滑のすべり軸受などに利用され、国立天文台ハワイ観測所すばる望遠鏡の赤外線分析装置の可動部にも採用されている。その他にもゴムに混ぜる事でウェット面でも耐滑性が得られる事から、RBセラミックをゴム底に配合した靴やトレッドゴムに配合した自転車用タイヤなどが製品化されている。
米糠を利用して新聞紙からインキを抜いて再生紙を作ることが可能であり、宮島清次郎を社長に迎えて国策会社として国策パルプ（社長は宮島清次郎）を設立した。

## 糠と動物
- 米糠の臭気は、糠を好物とするクマを呼び寄せる可能性を高める。日本では、しばしば米糠を貯蔵する倉庫がクマの襲撃を受ける事例が発生する[12][13]。
- 前近代日本では、ウマといった家畜の餌として藁と共に出されていた。例として、軍記物である『小田原北条記』巻五の「松山合戦」において、馬の餌である藁と糠を貯える記述がある。
- 奈良県では鹿がレジ袋やパンフレットなどを食べてしまうため、動物への影響が少ない米糠を配合した紙への利用を進めている[14]。

## 主な成分
- フィチン酸 - 抗がん作用・抗腫瘍作用、尿路結石や腎結石の予防、歯垢形成抑制の効果などがあるとされる。
- イノシトール - 脂肪肝や高脂血症、セロトニン異常に起因するうつ病、パニック障害、強迫神経症に有効とされる研究結果もある。
- フェルラ酸 - 米糠に特有である。紫外線吸収、酸化防止機能があり、食品や化粧品に用いられる。
- γ-オリザノール - 米糠に特有である。コレステロールの吸収を抑える作用、更年期障害などの不定愁訴に効用があるとして医薬品として用いられる。また、紫外線防止のために化粧品に用いられる。
- 食物繊維
- ビタミンB1
- ビタミンB6
- ビタミンE
- ミネラル
  - 鉄
  - マグネシウム
  - マンガン